# Château du Monteil
Le château du Monteil, aussi appelé château de La Borne, est situé sur la commune du Monteil-au-Vicomte, dans le département de la Creuse.

## Localisation
Le château est positionné sur un petit plateau au-dessus de la rivière du Taurion laquelle passe également au pied du château de Pontarion.

## Historique
La forteresse fut bâtie au milieu du XIIe siècle par les vicomtes d’Aubusson, ce qui donna le nom de la commune. Le site est alors constitué de deux grosses tours rondes, de larges fossés, d’un corps de logis et de terrasses d’agrément ajoutées ultérieurement. 
Antoine d'Aubusson était seigneur du Monteil. Son frère Pierre d'Aubusson, grand maître de l'ordre de Saint-Jean de Jérusalem, y est né en 1423.
Transformé en bien national à la Révolution, il a été démembré et utilisé comme carrière de pierres pour construire le bourg du Monteil.
L'édifice est toujours en cours de restauration et il est possible d’en faire le tour.

### Généalogie des seigneurs
Ce que nous savons des seigneurs du château de La Borne :
- Renaud VIII d'Aubusson (naissance dans la deuxième moitié du XIIIe siècle)
- Guy III d'Aubusson, seigneur de La Borne, marié en 1332 au château de La Borne, avec Marguerite de Ventadour (ca 1318) dont:
- Louis d'Aubusson, seigneur de La Borne 1336-†. Marié le 24 mars 1354 avec Guérine de Dienne
- Guy d'Aubusson
- Guillemette d'Aubusson, mariée le 24 septembre 1371 avec Pierre, seigneur de Saint-Séverin
- Jean d'Aubusson, seigneur de La Borne (†1420). Marié en 1378 avec Guyonne de Monteruc (†1420) dont:
- Jean d'Aubusson, seigneur de La Borne (ca 1390-1445)
- Renaud d'Aubusson (branche du Monteil), seigneur du Monteil-au-Vicomte (†1433)

Au XVIIe siècle, il appartenait à Gaspard de Fieubet. Il passa en 1714 à Denis Michel de Montboissier Beaufort-Canillac, qui le vendit à Jacques-André Dupille en 1719 qui le céda lui-même à François-Louis du Pouget de Nadaillac.
Le monument fait l’objet d’une inscription au titre des monuments historiques depuis le 19 février 1964.

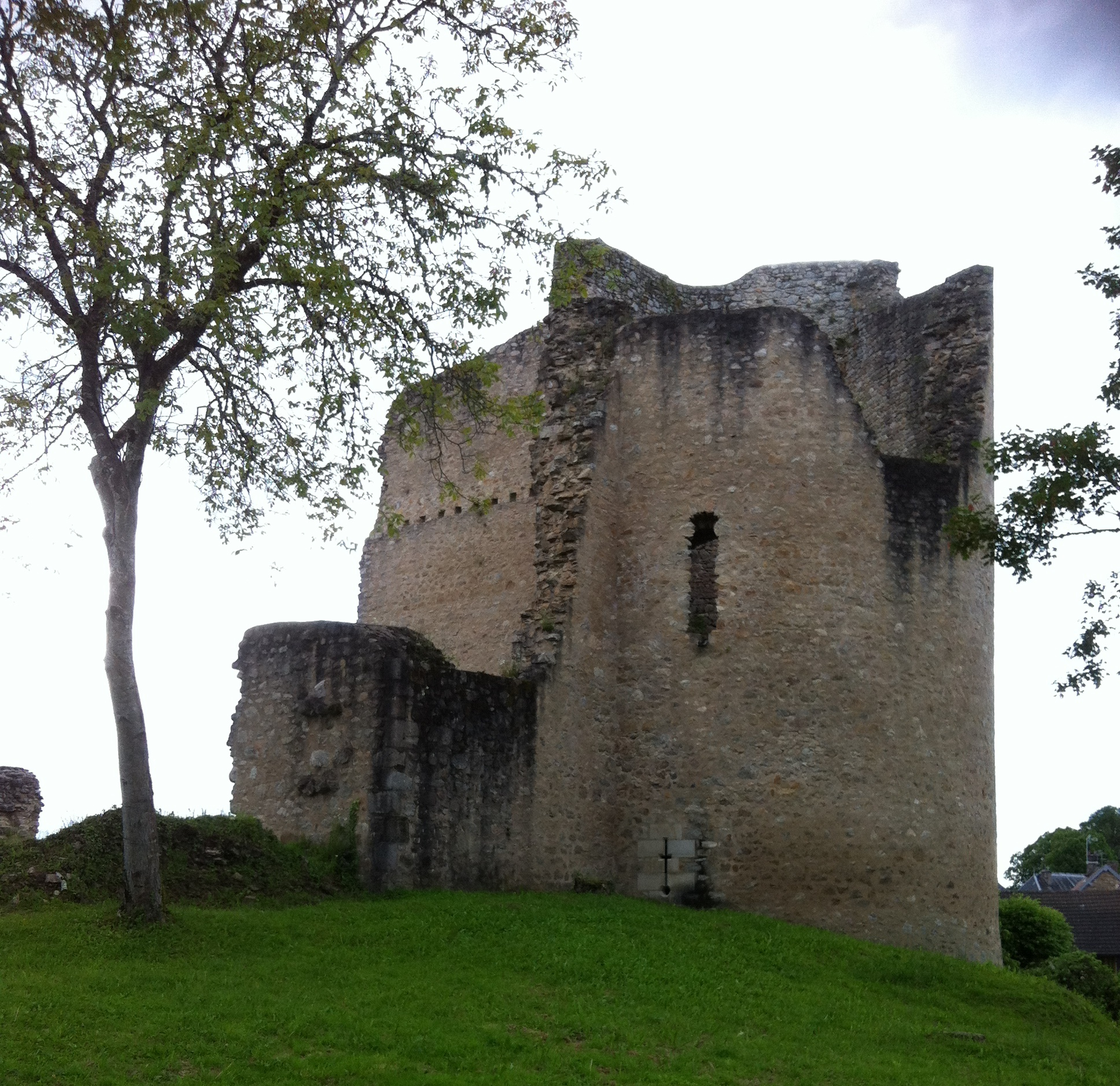
Vue extérieure d'une des deux tours et du mur d'enceinte (2016).
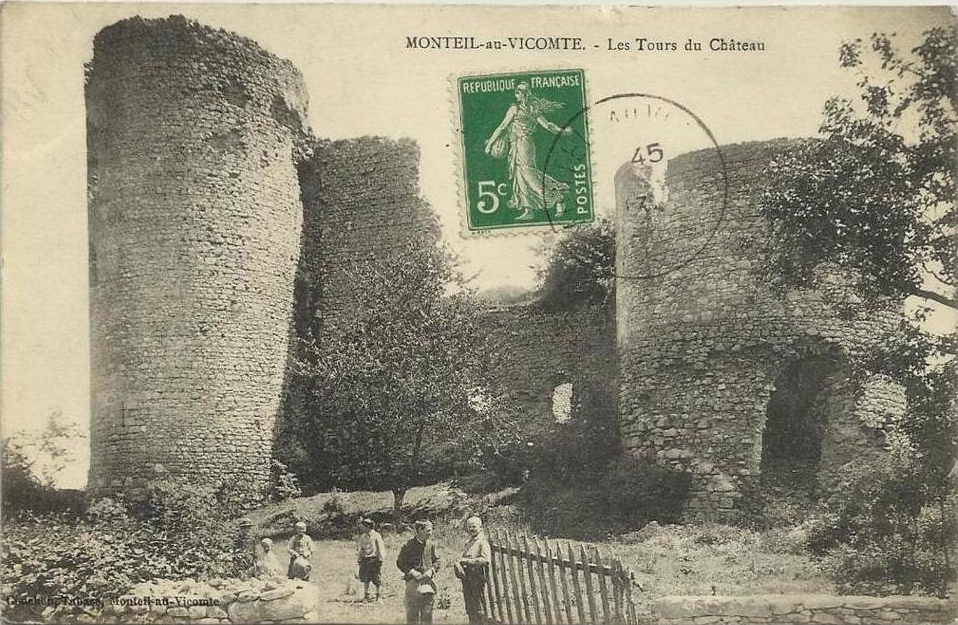
Carte postale des ruines du château vers 1920.